# شهرستان برازوس (تگزاس)
شهرستان برازوس، تگزاس (به انگلیسی: Brazos County, Texas) یک سکونتگاه مسکونی در ایالات متحده آمریکا است که در تگزاس واقع شده‌است.

## خصوصیات
شهرستان برازوس ۱٬۵۲۸٫۱ کیلومترمربع مساحت دارد.